# Rudolf Höß
Rudolf Franz Ferdinand Höss (ou Höß, Hoeß e Hoess; Baden-Baden, 25 de novembro de 1901 – Oświęcim, 16 de abril de 1947) foi um oficial alemão da SS nazista. Ele serviu, por quase dois anos, como comandante do  campo de concentração de Auschwitz durante a Segunda Guerra Mundial. Ele foi um dos responsáveis por testar, e depois implementar, vários métodos de matança para executar o plano de Adolf Hitler para exterminar a população judaica na Europa ocupada pela Alemanha Nazista, em um projeto denominado de "a Solução final".
Höss foi posteriormente acusado e condenado de perpetrar diversos crimes contra a humanidade. Entre suas atrocidades mais conhecidas estão os testes, que ele supervisionou, da introdução do pesticida Zyklon B, que continha cianeto de hidrogênio, para acelerar o processo de matança de judeus no Holocausto. Em 1944, mais de 2 mil pessoas morreram por hora no campo de concentração de Auschwitz. Sob a supervisão de Höss, foi criado um dos maiores sistemas de aniquilação sistemática de seres humanos da história.

## Juventude e Primeira Guerra Mundial
Höß nasceu na cidade alemã de Baden-Baden, de rigorosa família católica. A despeito dos anseios paternos de que se tornasse padre, Rudolf se uniu ao corpo voluntariado do exército alemão durante a Primeira Grande Guerra em 1915, alistando-se pouco após a morte de seu pai. Höß foi transferido para a Turquia, onde ascendeu ao posto de Feldwebel (sargento) e recebeu a Cruz de Ferro de primeira e segunda classe.
Após o fim da guerra, Höß tornou-se combatente na Freikorps Roßbach, na Alta Silésia (Oberschlesien), no Báltico e no vale do Ruhr, para lutar contra a expansão do comunismo. Juntou-se ao Partido Nacional Socialista dos Trabalhadores Alemães (NSDAP) em 1922, e foi sentenciado a 10 anos de reclusão em 1923 após seu envolvimento no assassinato de Walther Kadow, o suposto traidor do mártir proto-nazi Albert Leo Schlageter, vindo a cumprir pequena parcela da pena na Penitenciária de Brandemburgo. No entanto, seu cúmplice Martin Bormann recebeu apenas 1 ano. Höß foi libertado em 1928 após uma anistia geral, vindo a se juntar ao Völkisch Artamanen-Gelsellschaft em 1929. Em 1929 veio a se casar com Hedwig Hensel, com quem teve 5 filhos.

## Partido Nazista e a SS

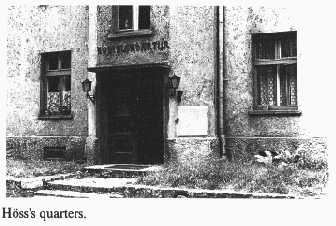
Instalações de Rudolf Höß em Auschwitz

Desde cedo Höß tornou-se membro do Partido Nazista, envolvendo-se com tal grupo no final de 1920 e detendo o número 3240 como membro desta organização. Depois da ascensão nazista ao poder, Höß é apontado como um SS-Anwärter, mais precisamente em 20 de setembro de 1933. Em abril do ano seguinte, com a permissão do Reichsführer Heinrich Himmler, Höß foi aceito como membro da SS no posto de SS-Mann  e designado ao número 193616 da supracitada instituição.
Em meados de 1930, Höß desempenhou diversas funções, ascendendo a diversos postos em campos de concentração e tornou-se membro da SS Totenkopfverbände (Unidade da Caveira) em 1934. Ele iniciou sua carreira nas SS como um simples guarda, sendo mais tarde, em 1935, transferido para o campo de concentração de Dachau, habilitando-se e subscrevendo-se no Blockfürer. Em razão de sua experiência, adquirida por já ter estado 10 anos recluso, teve distinção em suas atividades, sendo posteriormente reconhecido por seus superiores, devido ao senso de responsabilidade. Höß também combateu a ideologia comunista, associando-a aos judeus.

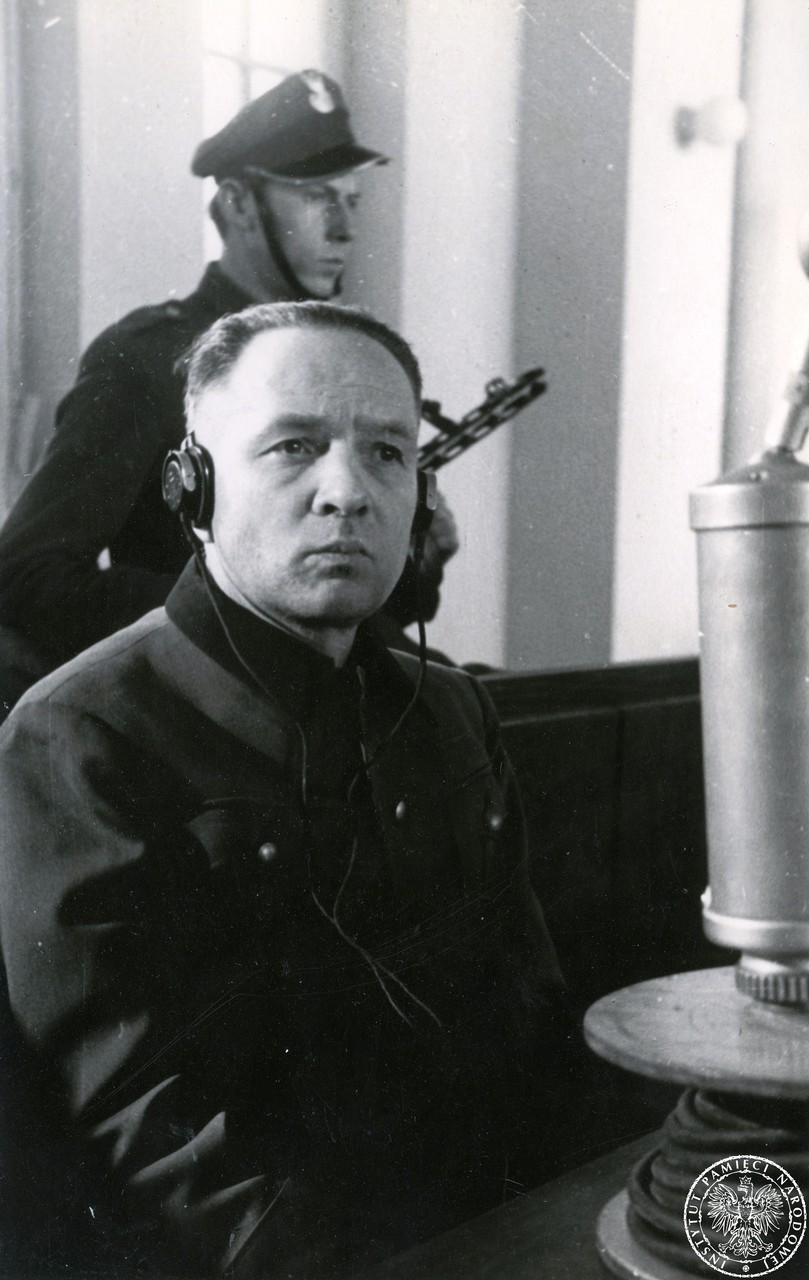
Höss durante seu julgamento por crimes contra a humanidade, em 1947.

Höß foi comissionado ao cargo de SS-Hauptsturmführer (Capitão) e tornou-se ajudante no campo de concentração de Sachsenhausen. Em 1939-1940, depois de aliar-se à Waffen SS, tornou-se comandante em Auschwitz, até ser destituído de seu cargo em 1943. Durante sua presença em Auschwitz, Höß organizou a ala administrativa do processo genocida ou Endlösung der Judenfrage (solução final da questão (ou problema) judaico(a)) e obteve uma prolífera e harmoniosa relação com o médico e antropólogo nazista Josef Mengele, mais conhecido como "Anjo da Morte".
Adolf Eichmann conta em seu livro, que foi designado em 1942 para visitar o campo de concentração de Auschwitz e relatar aos seus superiores como era executado o extermínio dos judeus. Segundo ele os métodos que lá eram aplicados apresentavam-se um tanto quanto incipientes, mas representavam uma terrível amostra de como funcionava o estilo fabril dos crematórios e das câmaras de gás, tal como mostra o seguinte fragmento de sua obra “Prison Memoirs”:
“Höß, o Kommandant (Comandante), disse-me que usava ácido sulfúrico em suas execuções. Algodões redondos eram molhados com tal veneno e jogados para dentro das salas onde os judeus estavam reunidos. O veneno era instantaneamente fatal.
Ele queimava os corpos ao ar livre em uma grelha de ferro.
Após a execução ele me levou a uma cova rasa onde um grande número de cadáveres acabara de ser carbonizado”.
Após ser substituído como comandante de Auschwitz por Arthur Liebenhenschel em 1 de dezembro de 1943, Höß assumiu o cargo anterior de Liebehenschel, ou seja chefe da Amt I no Amtsgruppe D da SS-Wirtschafts-Verwaltungshauptamt (WVHA), onde ele introduziu o uso do pesticida Zyklon-B, um cianeto super-poderoso, em substituição do monóxido de carbono e do ácido sulfúrico, com o objetivo de executar o genocídio, sendo mais tarde apontado e designado como vice-líder de toda a unidade da WVHA, que tinha como líder o general e  supervisor Richard Glücks.
Em 8 de maio de 1944, porém, Höß retornou a Auschwitz, a pedido pessoal de Heinrich Himmler, para cumprir a tão citada Aktion Höß, que consistiu na preparação e execução do mortífero e infausto maquinário em Auschwitz II Birkenau, com o objetivo de assassinar os judeus húngaros. Estima-se que somente nesta ação, sob ordens de Höß, cerca de 430 000 judeus foram mortos em 56 dias.

## Captura, julgamento e veredicto

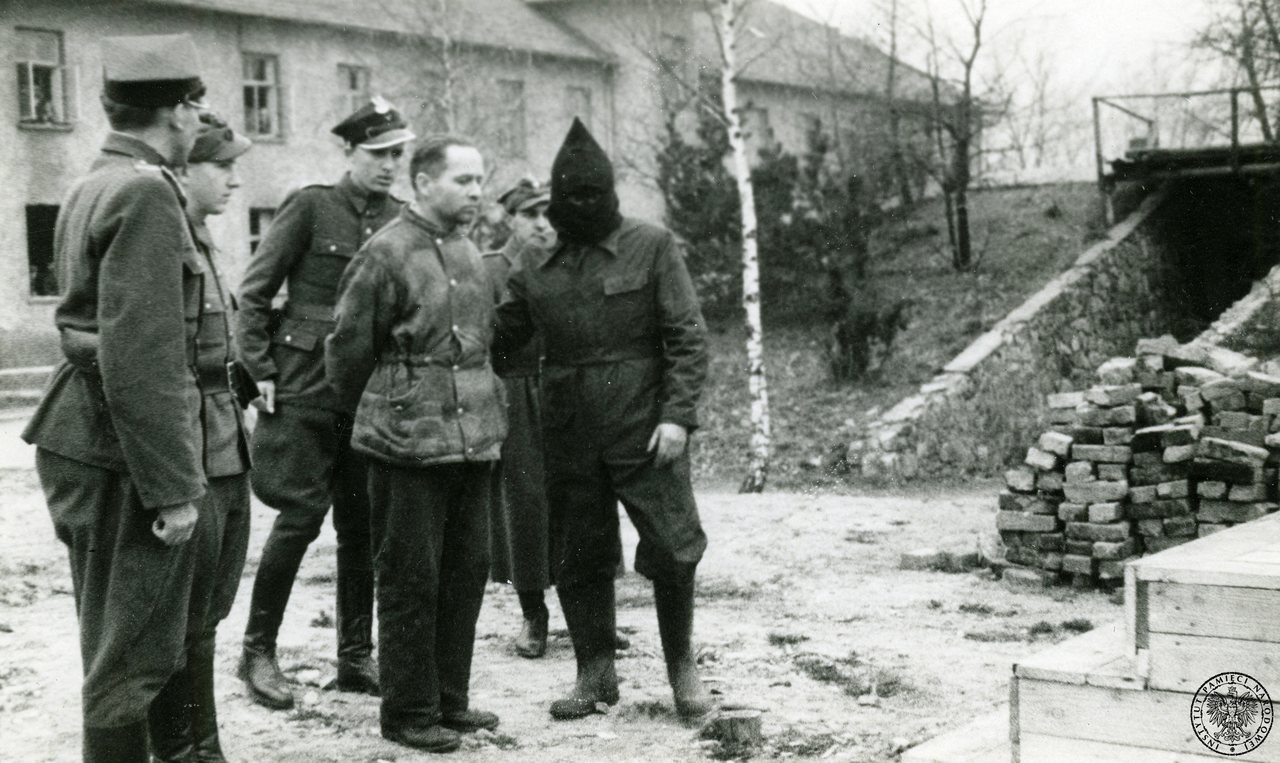
Höß sendo levado ao cadafalso para ser executado, em abril de 1947

Höß foi capturado a 11 de março de 1946 pela polícia militar britânica. Inicialmente ele negou ser o antigo comandante de Auschwitz e afirmou ser "um humilde jardineiro". Segundo Hanns Alexander, Höß pensou em se suicidar com uma capsula de cianeto quando foi preso mas foi impedido de o faze-lo pelos soldados aliados. Durante os Julgamentos de Nuremberg, foi ouvido como testemunha nos julgamentos de Ernst Kaltenbrunner e Oswald Pohl, além da companhia IG Farben, fabricante do gás Zyklon B.
Durante seu julgamento em Nurembergue, em 5 de abril de 1946, Höss afirmou:
Eu comandei Auschwitz até 1 de dezembro de 1943 e estimo que um total de 2 500 000 vítimas tenham sido executadas e exterminadas lá por gaseamento ou carbonização, e pelo menos outros meio milhão sucumbiram a fome e doença, totalizando 3 000 000 de mortos. Estes números representam um total de 70% a 80% de todas as pessoas envidas para Auschwitz como prisioneiras, o restante foi selecionado e usado como trabalho escravo nas indústrias do campo de concentração. Entre os executados e carbonizados, estão aproximadamente 20 000 prisioneiros de guerra russos que foram entregues a Auschwitz nos transportes da Wehrmacht por homens e oficiais do exército. O resto incluía pelo menos 100 000 judeus alemães e um grande número de cidadãos (maioria judeus) dos Países Baixos, França, Bélgica, Polônia, Hungria, Checoslováquia, Grécia e outros países. Nós executados cerca de 400 000 judeus húngaros em Auschwitz apenas no verão de 1944.

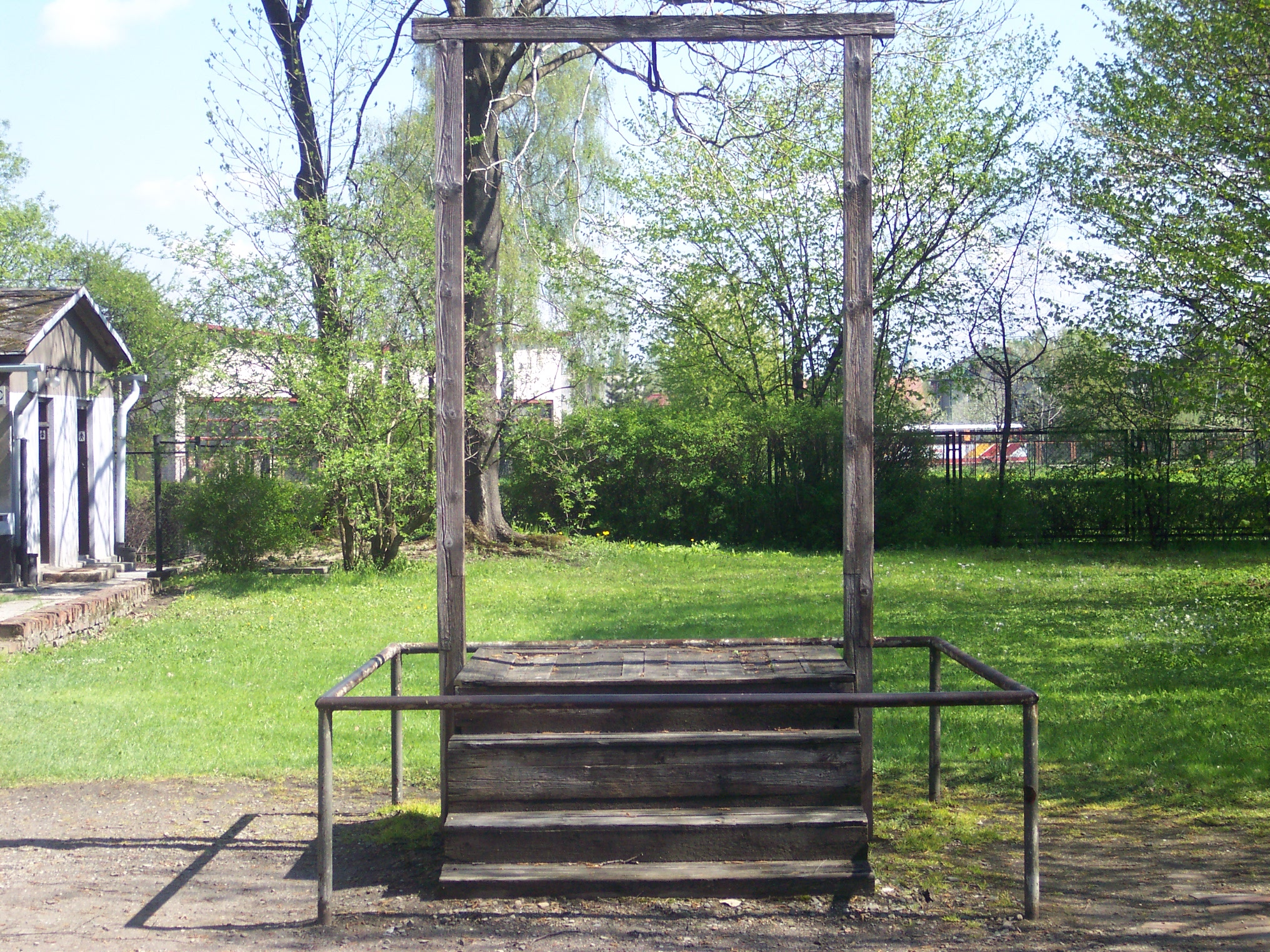
Patíbulo onde Höess foi executado em Auschwitz

Embora inicialmente tenha se mostrado apático com as revelações a respeito da magnitude do que aconteceu em Auschwitz, Rudolf Höß não se eximiu da responsabilidade por seus crimes. Em suas memórias e conversas que teve com os carcereiros e com os juízes em seu julgamento, ele começou a expressar remorso por seus atos. Quatro dias antes de ser executado, ele confessou para o promotor: "Na solidão de minha cela, eu cheguei ao amargo reconhecimento de que pequei gravemente contra a humanidade. Como comandante de Auschwitz, eu fui responsável por executar os planos cruéis do Terceiro Reich para a destruição humana. Ao fazê-lo, infligi feridas terríveis à humanidade. Causei sofrimento indescritível ao povo polonês em particular. Eu pagarei por isso com minha vida. Que o Senhor Deus me perdoe um dia pelo que fiz."
Em 25 de maio de 1946, Höß foi entregue às autoridades polonesas e para o Supremo Tribunal Nacional. Seu julgamento por lá durou de 11 a 29 de março de 1947. Em 2 de abril, foi sentenciado à morte por enforcamento. A sentença foi executada no dia 16 de abril de 1947, na entrada do que outrora fora o crematório do campo de concentração Auschwitz I. Antes de sua execução, ele retornou ao catolicismo e recebeu os sacramentos finais.
Em sua autobiografia publicada em 1958, Rudolf Höß: Kommandant in Auschwitz, Höß se descreveu como um homem de "grande virtude e obediência militar", tendo "um grande senso de dever".

## Síntese de sua carreira na SS
Eis seu progresso como membro da SS:
| SS-Mann            | SS-Sturmmann        | SS-Unterscharführer    | SS-Scharführer     | SS-Oberscharführer | SS-Hauptscharführer |
| ------------------ | ------------------- | ---------------------- | ------------------ | ------------------ | ------------------- |
|                    |                     |                        |                    |                    |                     |
| 1 de Abril de 1934 | 20 de Abril de 1934 | 28 de Novembro de 1934 | 1 de Abril de 1935 | 1 de Julho 1935    | 1 de Março de 1936  |

| SS-Untersturmführer    | SS-Obersturmführer     | SS-Hauptsturmführer   | SS-Sturmbannführer    | SS-Obersturmbannführer |
| ---------------------- | ---------------------- | --------------------- | --------------------- | ---------------------- |
|                        |                        |                       |                       |                        |
| 13 de Setembro de 1936 | 11 de Setembro de 1938 | 9 de Novembro de 1938 | 30 de Janeiro de 1941 | 18 de Julho de 1942    |

## Citações

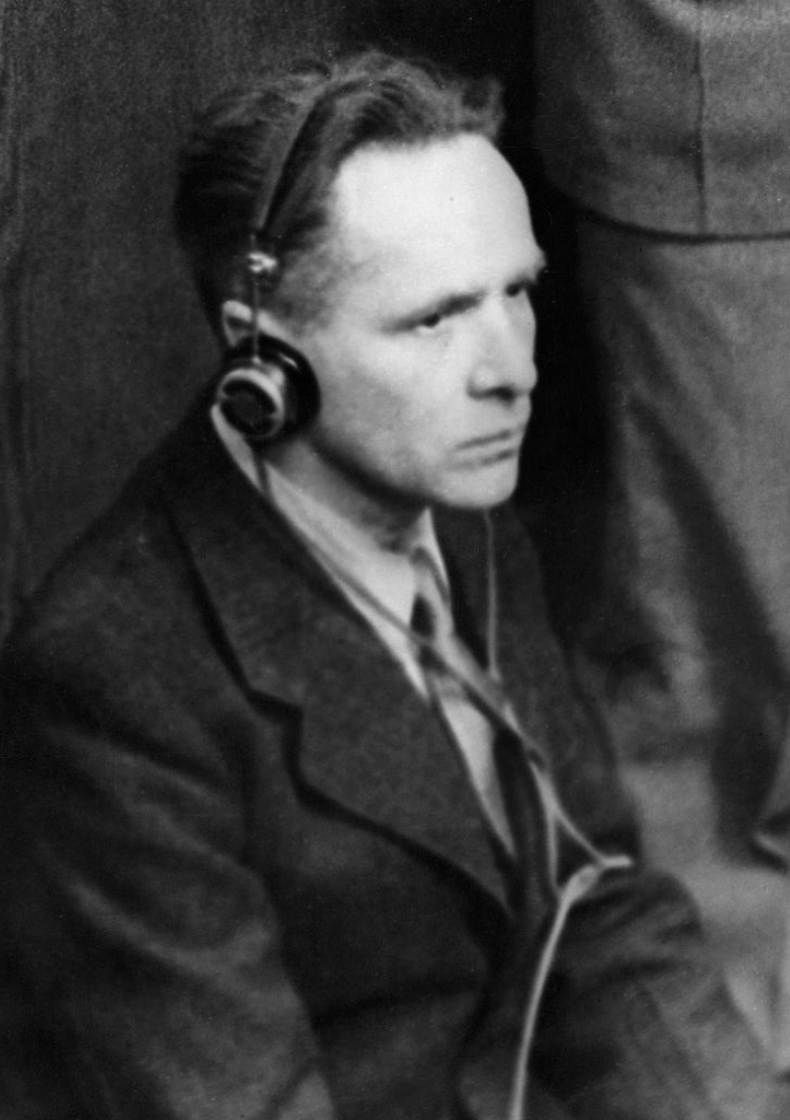
Höß em julgamento

| “ | Os dois grandes crematórios (I e II) foram construídos entre os invernos de 1942 e 1943 e começaram a ser utilizados na primavera de 1943. Cada unidade tinha 5 fornalhas e 3 salas, e estava habilitada a cremar, em 24 horas, aproximadamente 2000 cadáveres. Por questões técnicas não era possível aumentar suas capacidades, e várias tentativas que nós fizemos neste sentido prejudicaram sobremaneira as instalações, as quais em vários casos foram postas completamente fora de serviço. Uma máquina moveria, então, os cadáveres para as fornalhas que eram localizadas um pouco acima destas. Cada câmara de gás tinha capacidade de aproximadamente 3000 pessoas, mas este número nunca foi atingido, em razão do único e insuficiente transporte que nunca foi numeroso o suficente. | ” |

| “ | Tenho 46 anos, e sou membro do NSDAP desde 1922; membro da SS desde 1934, e da Waffen SS desde 1939. Fui membro da Unidade de Guarda da SS, mais conhecida como Totenkopfvërband desde 1 de Dezembro de 1934. Fui administrador dos campos de concentração desde 1934, servindo em Dachau até 1938; Então como auxiliar em Sachsenhausen de 1938 a 5 de janeiro de 1940, quando fui promovido ao posto de Comandante de Auschwitz. Permaneci em Auschwitz desde 12 de janeiro de 1943 e estimo que no mínimo 2,5 milhões de vítimas foram executadas e portanto exterminadas lá por envenenamento gasoso e carbonização, e no mínimo outras 500 mil sucumbiram à doenças e à inanição, totalizando assim aproximadamente 3 milhões de mortes. Esta cifra representa mais ou menos 70 ou 80% de todos os prisioneiros que para Auschwitz foram enviados, os demais foram selecionados e usados para o trabalho escravo nas indústrias dos campos de concentração; inclui-se dentre os que foram executados aproximadamente 20 000 russos, prisioneiros de guerra que foram entregues em Auschwitz por oficiais da Wehrmacht, e nos transportes da mesma. O restante das vítimas inclui mais ou menos 10.000 judeus alemães e um grande número de cidadãos, majoritariamente judeus, da Países Baixos, França, Bélgica, Polônia, Hungria, Tchecoslováquia, Grécia e de outros países. Nós executamos aproximadamente 400 000 judeus Húngaros em Auschwitz no verão de 1944. Execuções em massa através de envenenamento gasoso tiveram início durante o verão de 1941 e continuaram até 1944. Eu pessoalmente supervisei tais execuções em Auschwitz até 12 de janeiro de 1943, e sei o porquê de ter continuado em minhas funções, na superintendência dos campos de concentração, W V H A, nos quais tais execuções prosseguiram como declarado acima. Todas as execuções por envenenamento gasoso ocorreram sob ordens diretas da RHSA(Reichssicherheitshauptamt), eram portanto de sua total responsabilidade. Sendo assim recebi todas as ordens de executar tais genocídios diretamente da RSHA. A solução final da questão Judaica significou o completo extermínio de todos os Judeus na Europa. Ordenaram-me estabelecer instalações de extermínio em Auschwitz em junho de 1941. Naquele tempo já havia 3 outros campos de extermínio: Belzek, Treblinka e Wolzek. Tais campos estavam sob o Einsatzkommando da SD (Sicherheitsdienst). Visitei Treblinka para descobrir como executar tais extermínios. O Comandante do Campo de Treblinka contou-me que tinha conseguido liquidar 80 000 no curso de metade de um ano e que era encarregado do extermínio de todos os judeus do Gueto de Varsóvia. Ele usou monóxido de Carbono pra tal finalidade, mas não achei que seus métodos eram suficientemente eficientes. Então construí o complexo de extermínio e introduzi o Zyklon B, que era ácido prússico cristalizado. Tal ácido era lançado na câmaras por um pequeno orifício. Nós sabíamos quando todos já haviam morrido, porque eles paravam de gritar, geralmente esperávamos mais ou menos meia hora antes de abrirmos as portas para remover os corpos. Depois de removidos, tínhamos de tirar os anéis dos cadáveres e extrair seus dentes de ouro. Outro melhoramento que fizemos em relação ao campo de Treblinka, além do Zyklon B, foi termos construído cada uma de nossas câmaras com capacidade para acomodar 2 000 pessoas, enquanto em Treblinka cada uma de suas dez câmaras tinha capacidade de acomodar 200 pessoas. O modo como nós selecionávamos nossas vítimas era a seguinte: Nós tínhamos 2 médicos da SS a serviço em Auschwitz, para examinar os prisioneiros recém chegados. Tais prisioneiros seriam encaminhados para um dos doutores que faria rápidas considerações e decisões acerca do futuro do mesmo. Aqueles que eram compatíveis para o trabalho eram enviados para os campos, enquanto outros eram enviados imediatamente para as instalações de extermínio. Crianças eram invariavelmente eliminadas, pois suas idades as desabilitavam ao trabalho. Outra benfeitoria em relação à Treblinka, foi que neste supracitado campo, a vítima já tinha conhecimento de que seria aniquilada, já em Auschwitz nós nos esforçávamos para enganar as vítimas, fazendo nas pensar que seriam submetidas a um processo de retirada de piolhos. É claro que freqüentemente eles percebiam nossas reais intenções, e tínhamos portanto confusões e dificuldades, devido a este fato. Muitas vezes as mulheres escondiam seus filhos debaixo de suas roupas, mas nós os encontrávamos e mandávamos os mesmos para o extermínio. Tentávamos executar tais extermínios em segredo, mas o terrível e repugnante odor da continua carbonização dos corpos permeava entre os que viviam em Auscwitz, a idéia do que lá ocorria. Nós recebíamos de tempo em tempo prisioneiros especiais do gabinete da Gestapo. O médico da SS assassinava tais prisioneiros por injeções de Benzeno. Tais médicos tinham ordens para forjar certificados de óbito comuns e pôr nos mesmos quaisquer razões para todas as mortes. De vez em vez conduzíamos experimento médicos em prisioneiras, incluindo esterilização e experimentos relacionados ao câncer. A maioria das pessoas que morriam nestas experiências já haviam sido condenadas a morte pela Gestapo. A declaração acima é veraz, por mim ela foi feita voluntariamente, sem qualquer tipo imposição. Tenho assinado-a em Nuremberg, Alemanha, em 4 de abril de 1946'”. | ” |

## Galeria

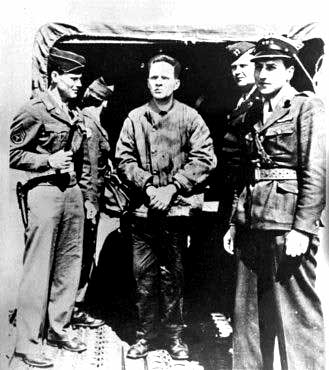
Höß após sua captura pelos aliados.
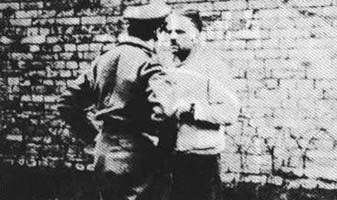
Höß sendo interrogado pelo coronel inglês Gerald Draper.
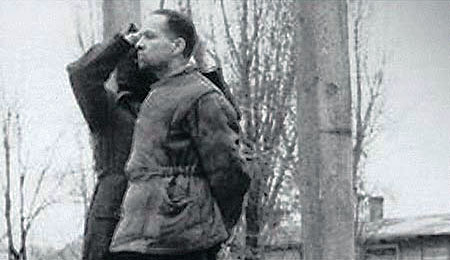
Höß momentos antes de sua execução.
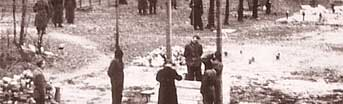
Rudolf Höß sendo executado em Auschwitz.

## Prêmios Relevantes
- Cruz de Ferro (Primeira e Segunda Classe)
- Totenkopfring ou SS-Ehrenring
- Cruz Báltica (Primeira e Segunda Classe - Freikorps)